# شهرداری بوگدانچی
شهرداری بوگدانچی (به لاتین: Bogdanci Municipality) یک منطقهٔ مسکونی در مقدونیه شمالی است که در مقدونیه شمالی واقع شده‌است. شهرداری بوگدانچی ۸٬۷۰۷ نفر جمعیت دارد.